# The Blackening (filme)
The Blackening é um filme de terror, comédia e terror negro norte-americano de 2022, dirigido por Tim Story e escrito por Tracy Oliver e Dewayne Perkins, baseado no curta-metragem de mesmo nome de 2018 do grupo de comédia 3Peat. É estrelado por Dewayne Perkins, Grace Byers, Jermaine Fowler, Melvin Gregg, X Mayo, Antoinette Robertson, Sinqua Walls, Jay Pharoah e Yvonne Orji . O filme, ambientado em Juneteenth, acompanha um grupo de amigos negros que são alvos de um assassino mascarado enquanto estão hospedados em uma cabana na floresta.
The Blackening estreou no Festival Internacional de Cinema de Toronto em 16 de setembro de 2022. O filme arrecadou US$ 18 milhões e recebeu críticas geralmente positivas, com críticos notando a sátira de estereótipos étnicos e clichês de filmes de terror.
CinePOP. "Crítica: The Blackening - Divertido filme lançado no Prime Video satiriza filmes de terror". CinePOP. Disponível em: https://cinepop.com.br/critica-the-blackening-divertido-filme-lancado-no-prime-video-satiriza-filmes-de-terror-474080/. Acesso em: 21 de outubro de 2024.